# Wulf Arlt
Wulf Arlt (* 5. März 1938 in Breslau) ist ein deutscher Musikwissenschaftler.

## Leben und Wirken
Wulf Arlt studierte Musikwissenschaft zunächst in Köln und danach in Basel bei Leo Schrade, wo er 1962 Leiter des bedeutenden Mikrofilmarchivs wurde. Nach der Promotion 1966 und der Habilitation 1970 übernahm er 1971 die Leitung der Schola Cantorum Basiliensis bis 1978. Ab 1972 lehrte er als außerordentlicher Professor am Musikwissenschaftlichen Seminar der Universität Basel, dessen Leitung er 1991 mit der Ernennung zum Ordinarius übernahm. 2007 wurde Arlt emeritiert.